# Gezeitenströmung

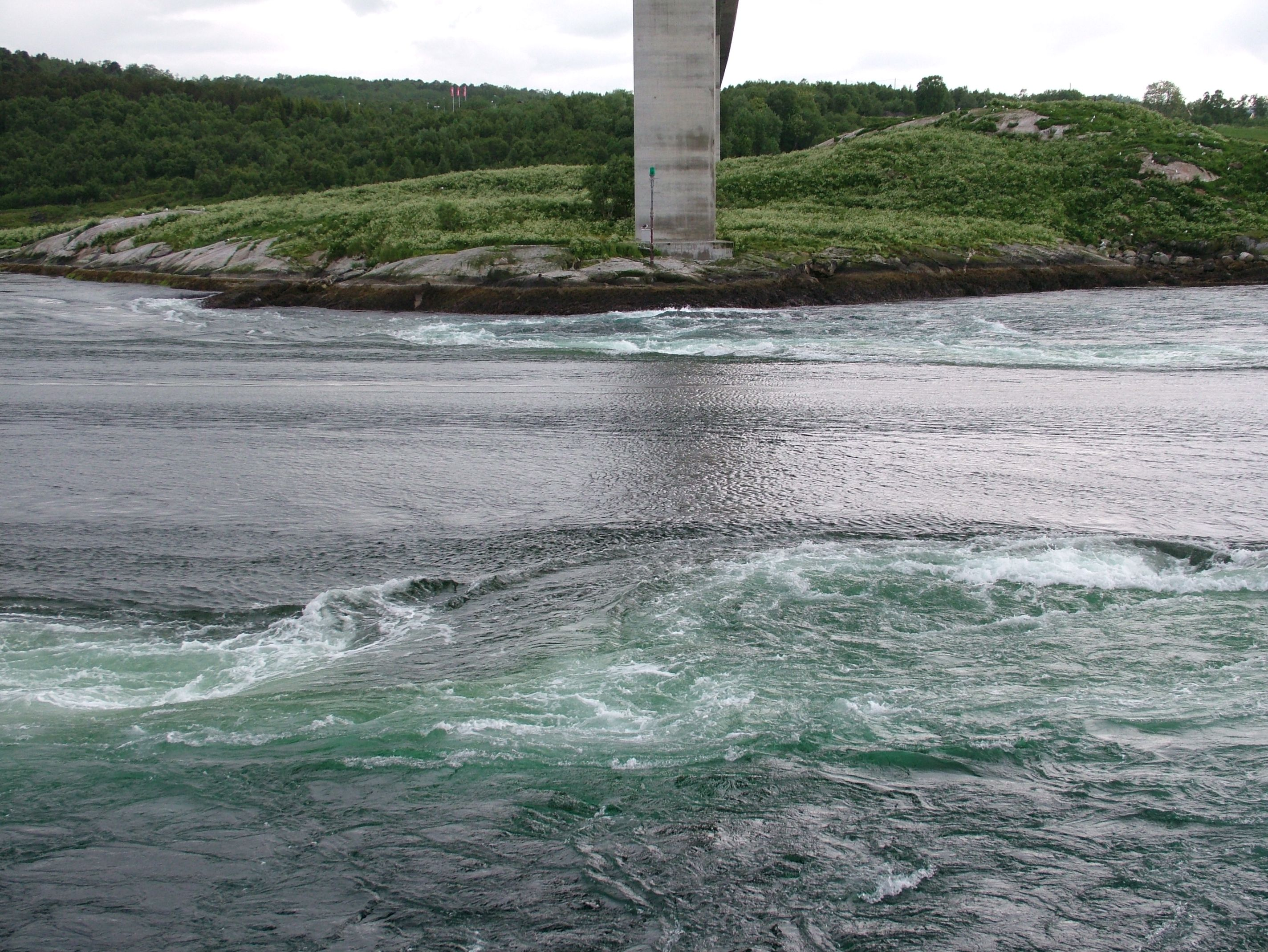
Der Saltstraumen

Gezeitenströmungen (auch „Gezeitenströme“) sind vor allem küstennahe Meeres-Ausgleichströmungen, bedingt durch die Gezeiten, den Wechsel von Ebbe und Flut. Gelegentlich werden auch Priele im Wattenmeer als Gezeitenströme bezeichnet. Der Wechsel der Gezeitenströmung („Kentern der Tide“) muss nicht mit dem höchsten oder niedrigsten Wasserstand zusammenfallen.

## Bedeutende Gezeitenströme
- Bitches zwischen Ramsey Island und der Südwestküste Wales
- Gezeitenwelle im Turnagain Arm bei Anchorage im US-Bundesstaat Alaska
- Moskenstraumen, der sagenumwobene Mahlstrom in Norwegen
- Naruto-Strudel an der japanischen Küste bei Naruto
- Old Sow im Golf von Maine an der nordamerikanischen Ostküste
- Pentland Firth zwischen Schottland und Orkney
- Saltstraumen bei Bodø in Norwegen, stärkster Gezeitenstrom der Welt
- Skookumchuck Narrows in British Columbia, Kanada
- Straße von Alderney (12 Knoten+) zwischen La Hague und Alderney
- Straße von Corryvreckan an der Nordwestküste Schottlands